# Osamu Watanabe
Osamu Watanabe (japonès: 渡辺長武)  (Wassamu, 21 d'octubre de 1940 - Tòquio, 1 d'octubre de 2022) fou un lluitador japonès, especialista en lluita lliure, guanyador d'una medalla olímpica.
El 1964 va prendre part en els Jocs Olímpics d'Estiu de Tòquio, on guanyà la medalla d'or en la competició del pes ploma del programa de lluita lliure.
En el seu palmarès també destaquen dues medalles d'or en el Campionat del Món, el 1962 i 1963, així com iuna medalla d'or en els de Jocs Asiàtics de 1962. Durant la seva carrera esportiva no va perdre cap dels més de 300 combats que va disputar.